# Маслов-Стокоз, Василий Павлович
Василий Павлович Маслов-Стокоз (1866—1918) — украинский писатель, поэт, публицист, переводчик, историк литературы (псевдонимы и криптонимы В. Батуринский, В. Жук, Василий Жук, Б. В., В. Ж.).

## Биография
Родился в 1866 году в Батурине. Отец, Павел Васильевич Маслов, женатый на представительнице польского рода Стокоз, за покушение на убийство был сослан в Тобольск, мать утонула в Сейме.
В начале 1880-х годов после окончания гимназии в Прилуках преподавал в Борзне. За участие в революционном движении (активно сотрудничал с народовольцами) в 1884 году был отправлен в двухлетнюю ссылку: жил в Берёзове Тобольской губернии и Кокчетаве Акмолинской губернии; затем находился под негласным надзором полиции, жил на Кубани (Екатеринодар) и в Каменец-Подольском.
Спустя некоторое время ему удалось уехать во Львов, в 1889 году уехал в Швейцарию, с 1890 года жил в Сербии, Болгарии, США (Балтимор, Нью-Йорк); с конца 1890-х годов находился в Англии, где и умер в 1918 году.
Писал на украинском и русском языках, пропагандировал украинскую литературу за рубежом; печатался в антимонархических изданиях «Свободная Россия» (Женева), «Прогресс» (Нью-Йорк, Чикаго), «Летучие листки, издаваемые Фондом вольной русской прессы в Лондоне»; переводил на украинский языки произведения русских писателей. Его любовную лирику впервые опубликовал И. Франко под названием «Песнь песней» в 1903 году. Эти стихи в 1924 году положил на музыку композитор В. Барвинский. Одна из самых известных его работ — «А. И. Герцен, его друзья и знакомые».
Женился в эмиграции на Дори Весс, имел двух детей.
Архив В. П. Маслова-Стокоз находится в Международном институте социальной истории В Амстердаме. Биография В. П. Маслова-Стокоз готовилась к изданию в 4-м выпуске 3-го тома справочника «Деятели революционного движения в России», который не был напечатан.